# 張安平
張安平（1952年—），生於台灣台北市，企業家，為和信集團高層經理人之一，曾任嘉新水泥董事長、嘉新水泥副董事長、臺灣水泥副董事長與雲朗觀光集團執行長，現任台泥企業團總執行長、台泥董事長、雲朗觀光集團執行長，其父為嘉新水泥創辦人張敏鈺。
張安平作風開明，學識文采兼具。他博覽群書，獨鍾文史哲學和藝術，生意人談績效數字，張安平每場法說會、股東會，卻總是以永續主題開場，強調台泥對社會、員工、股東三方負責，賺合理利潤，不是最大利潤。他作詩、寫書，信手拈來滿是歷史典故；他潛水、騎馬，專業技術挑戰自我極限。

## 生平
張安平為張敏鈺么子，其兄張東平、張永平。14歲開始到美國受教育，「大學時原主修宇宙物理，後轉攻讀商業。」學位為普林斯頓大學經濟學學士、紐約大學國際金融與管理碩士。25歲時，進入紐約市政府，當時紐約市瀕臨破產，張安平參與了紐約市政府復原計劃。
1978年，張安平應張敏鈺要求，回臺灣接任嘉新水泥副總經理。回國後，張安平創立台灣當時最大的軟體公司中國嘉通（後被美國EDS公司收購）。同年，美國與中華民國斷交，張安平與辜濂松等人組團赴美國國會遊說，爭取制定《台灣關係法》。
1983年，其兄張東平經營的嘉新電子出現財務危機。張安平以其財務專長，為家族解決了負債問題。
2001年底，辜啟允過世。張安平在其岳父辜振甫要求下，進入和信集團協助辜成允。
2003年，出任和信超媒體營運長、中嘉網路董事長。
2012年，張永平涉及以嘉新水泥員工戶頭進行內線交易，遭台北地檢署起訴，請辭嘉新水泥董事長；張安平接任董事長。
2013年，嘉新水泥董事長由張剛綸接任。
2017年，因大舅子辜成允意外過世，張安平出任臺灣水泥董事長。
2018年，張安平以臺泥企業團董事長身份，應邀出席臺北上海城市論壇，擔任引言人。
2019年，張安平獲頒工研院院士榮銜。
2024年，台泥召開股東會選任董事，推舉張安平續任台泥董事長。

## 荣誉

### 外国勋章奖章
- 意大利之星大军官勋章（義大利語：Ordine della Stella d'Italia）（意大利，2020年12月9日公布[3]）

## 家庭
其妻辜懷如，為辜振甫么女。兩人在1978年於台灣結婚，育有二女張倚蘭、張倚竹。

## 言論
- 2015年9月4日，張安平在理律法律事務所50周年活動中說，一個封閉市場是非常短暫的，產業只想自我保護是行不通的，身在21世紀「面對世界，是唯一可以走的路」；台灣的法治不夠，「台灣的法治已開始跟政治在走，而不是本身法律價值所在」，現在台灣的人民與民意代表是相信民粹多於相信法律；尤其現在的台灣年輕人，對法治了解不足，甚至不了解代議政治是什麼，都以為自由就是想說就說、想做就做；事實上，必須在控制之下、法律之下才有自由[4]。
- 2018年，出席台大就業博覽會時，談及年輕人薪資待遇議題則強調「年輕人不該以賺錢為最主要目的、工作不要只想鈔票而要想未來」。[5]
- 2023年3月4日，在台大校園徵才時表示目前的經濟結構與社會氛圍，將金錢看得太重「這是不好的」，選擇職涯思考的不只是報酬，而是找一份工作能夠自我實現價值。同時提及「我也知道錢的重要」，但他更認為，如何過生活才是最重要的。張安平指出，拿薪水過日子的想法是很好的，但若是為了薪水而去工作，「我一直覺得是錯誤的」。」[6][7]
- 2023年11月19日，台泥法說會，董事長張安平表示：未來 30 年將是碳革命的路！碳議題對企業的影響已經不是未來式而是現在式。
- 2024年10月4日，張安平出席台歐盟綠色轉型投資合作論壇，肯定環境部在引導產業減碳的作法已經有相當作為，但環境部若是不儘快納入台版CBAM（碳邊境管理機制）的配套，對產業將將造成重大衝擊，「這會把產業搞掉！」